# Medaglioni
Les medaglioni sont des pâtes farcies, à base d'œufs et d'huile d'olive.